# Lucjan Brychczy
Lucjan Brychczy (13. června 1934 Ruda Śląska – 2. prosince 2024 Varšava) byl polský fotbalový útočník. V letech 1957, 1964 a 1965 byl nejlepším střelcem polské fotbalové ligy. Po skončení aktivní kariéry opakovaně působil jako trenér a asistent trenéra v týmu Legia Warszawa. Byl vyznamenán Důstojnickým křížem Řádu Polonia Restituta.

## Fotbalová kariéra
Začínal v týmu Stal Gliwice.
V polské nejvyšší soutěži hrál za CWKS Warszawa, který byl později přejmenován na Legii Warszawa, nastoupil ve 368 ligových utkáních a dal 183 gólů. S týmem získal čtyři mistrovské tituly a čtyři vítězství v polském fotbalovém poháru. V Poháru mistrů evropských zemí nastoupil ve 12 utkáních a dal 5 gólů, v Poháru vítězů pohárů nastoupil v 9 utkáních a dal 2 góly, v Poháru UEFA nastoupil ve 4 utkáních a ve Veletržním poháru nastoupil v 6 utkáních a dal 1 gól. Za reprezentaci Polska nastoupil v letech 1954-1969 v 58 utkáních a dal 18 gólů. Byl členem polské reprezentace na LOH 1960 v Římě, nastoupil ve 3 utkáních.

## Ligová bilance
| Ročník                | Zápasy | Góly | Klub           |
| --------------------- | ------ | ---- | -------------- |
| Ekstraklasa 1954      | 10     | 3    | CWKS Warszawa  |
| Ekstraklasa 1955      | 22     | 13   | CWKS Warszawa  |
| Ekstraklasa 1956      | 19     | 16   | CWKS Warszawa  |
| Ekstraklasa 1957      | 18     | 19   | Legia Warszawa |
| Ekstraklasa 1958      | 16     | 15   | Legia Warszawa |
| Ekstraklasa 1959      | 18     | 9    | Legia Warszawa |
| Ekstraklasa 1960      | 22     | 13   | Legia Warszawa |
| Ekstraklasa 1961      | 25     | 12   | Legia Warszawa |
| Ekstraklasa 1962/1963 | 32     | 14   | Legia Warszawa |
| Ekstraklasa 1963/1964 | 24     | 18   | Legia Warszawa |
| Ekstraklasa 1964/1965 | 25     | 20   | Legia Warszawa |
| Ekstraklasa 1965/1966 | 25     | 8    | Legia Warszawa |
| Ekstraklasa 1966/1967 | 24     | 6    | Legia Warszawa |
| Ekstraklasa 1967/1968 | 26     | 8    | Legia Warszawa |
| Ekstraklasa 1968/1969 | 25     | 6    | Legia Warszawa |
| Ekstraklasa 1969/1970 | 22     | 0    | Legia Warszawa |
| Ekstraklasa 1970/1971 | 5      | 0    | Legia Warszawa |
| Ekstraklasa 1971/1972 | 10     | 3    | Legia Warszawa |
| CELKEM 1. polská liga | 368    | 183  |                |